# Adrian Plass

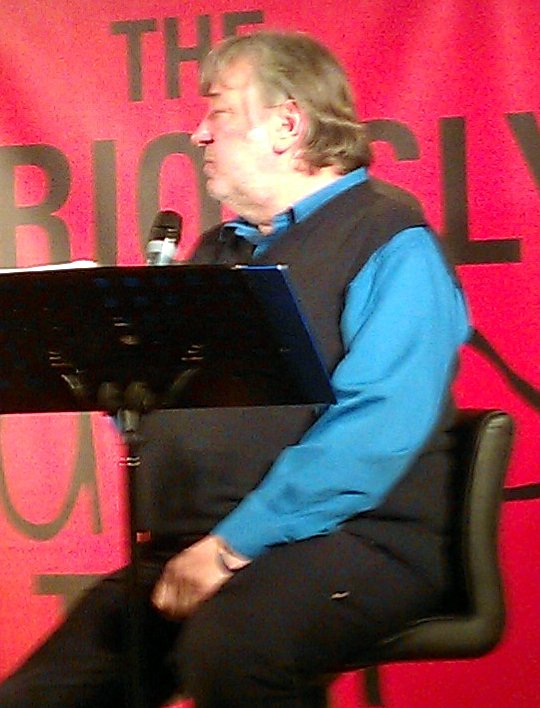
Adrian Plass (2013)

Adrian Plass (Tunbridge Wells, 1948) is een Britse schrijver van christelijke humor, Bijbeloverdenkingen, korte verhalen en romans. 
Zijn bekendste boek in Nederland, ook het allereerste dat hij ooit schreef, is Het bezoek, een novelle waarin een fictieve kerkelijke gemeente in Engeland bezoek krijgt van Jezus. Daarnaast werd Plass bekend met Het gewijde dagboek van Adrian Plass, een fictieve satire op het leven als christen. Het bevat klassieke passages waarin de ik-figuur bijvoorbeeld het woord van Jezus "wie gelooft, hij zal bergen verzetten" uitprobeert op een paperclip.
In de dagboekformule schreef Plass twee opvolgers, Het gewijde dagboek van Adrian Plass, Christelijk Spreker en Het gewijde tourdagboek van Adrian Plass.
Adrian Plass werkte een aantal jaren in de jeugdhulpverlening. Over zijn ervaringen uit die tijd schreef hij de roman Achter de scherven. Na een burn-out begon hij aan een carrière als schrijver. Voor de Boekenweek 2007 schreef hij het actieboek van de christelijke boekhandel, De Schrijversclub.
Hij is ook een veelgevraagd spreker annex stand-upcomedian in Engeland, Europa en de rest van de wereld. Een aantal van zijn verhaaltjes en sketches die hij op het podium doet zijn verzameld in Appeltjes voor de Vorst.
Plass is lid van de Anglicaanse Kerk en woont met zijn vrouw Bridget in het noorden van Engeland, in de provincie County Durham.